# Minaret Bâgh-é-Qouch-Khâneh

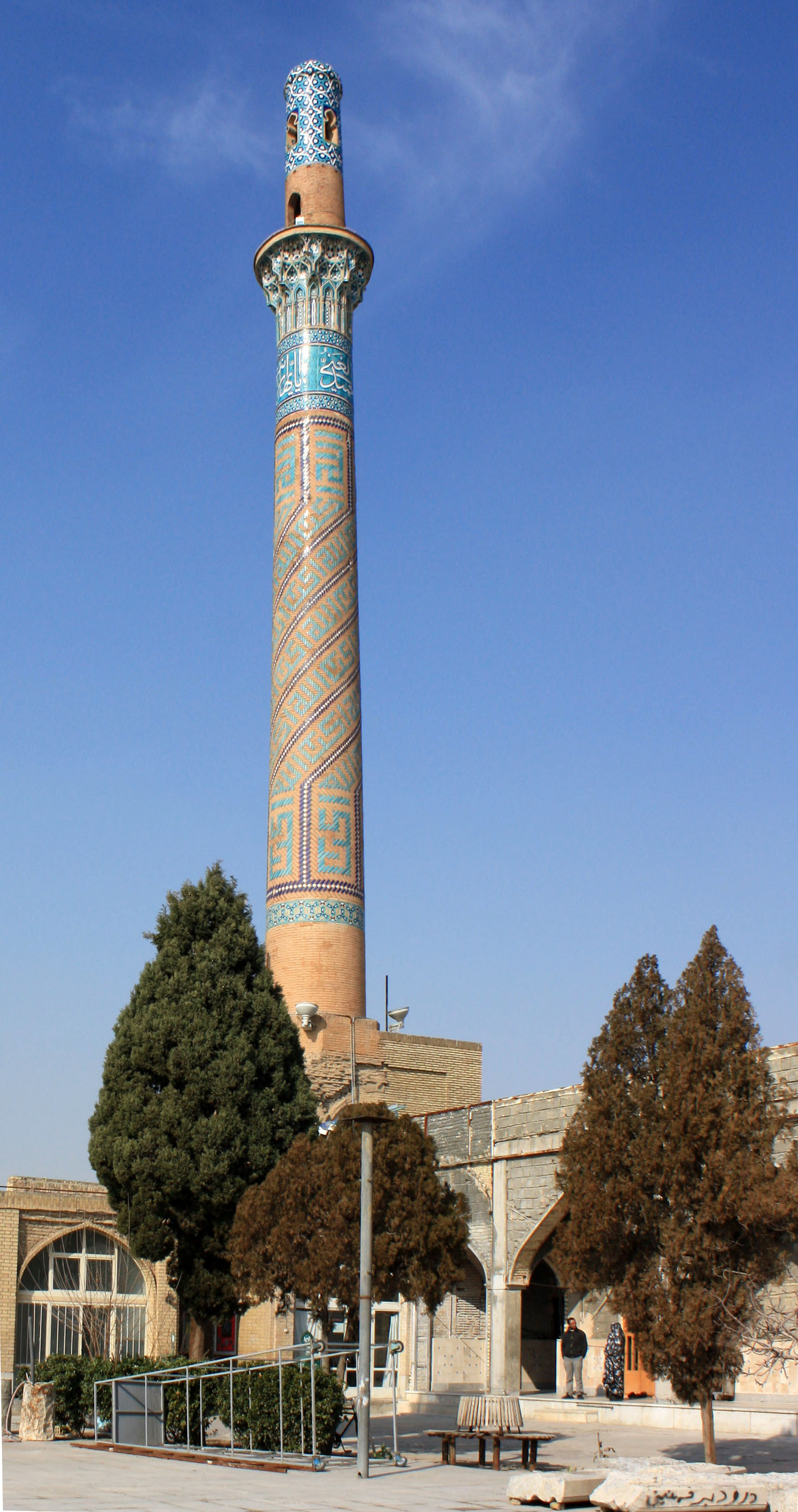
Le minaret Bâgh-é-Qouch-Khâneh.

Le minaret Bâgh-é-Qouch-Khâneh ou minaret de la Fauconnerie, encore appelé Manâr-é-Touqtchi en raison de la proximité de la porte du même nom (fa), est un minaret d'Ispahan, en Iran. Il est tout ce qui reste aujourd'hui de la Masdjed-é-Bâbâ Sokhteh, une mosquée « qui s'élevait en pleins champs à la lisière nord d'Ispahan ». Selon Wilfrid Blunt, « les délicates briques émaillées suggèrent une œuvre timouride datant des années 1400 ».

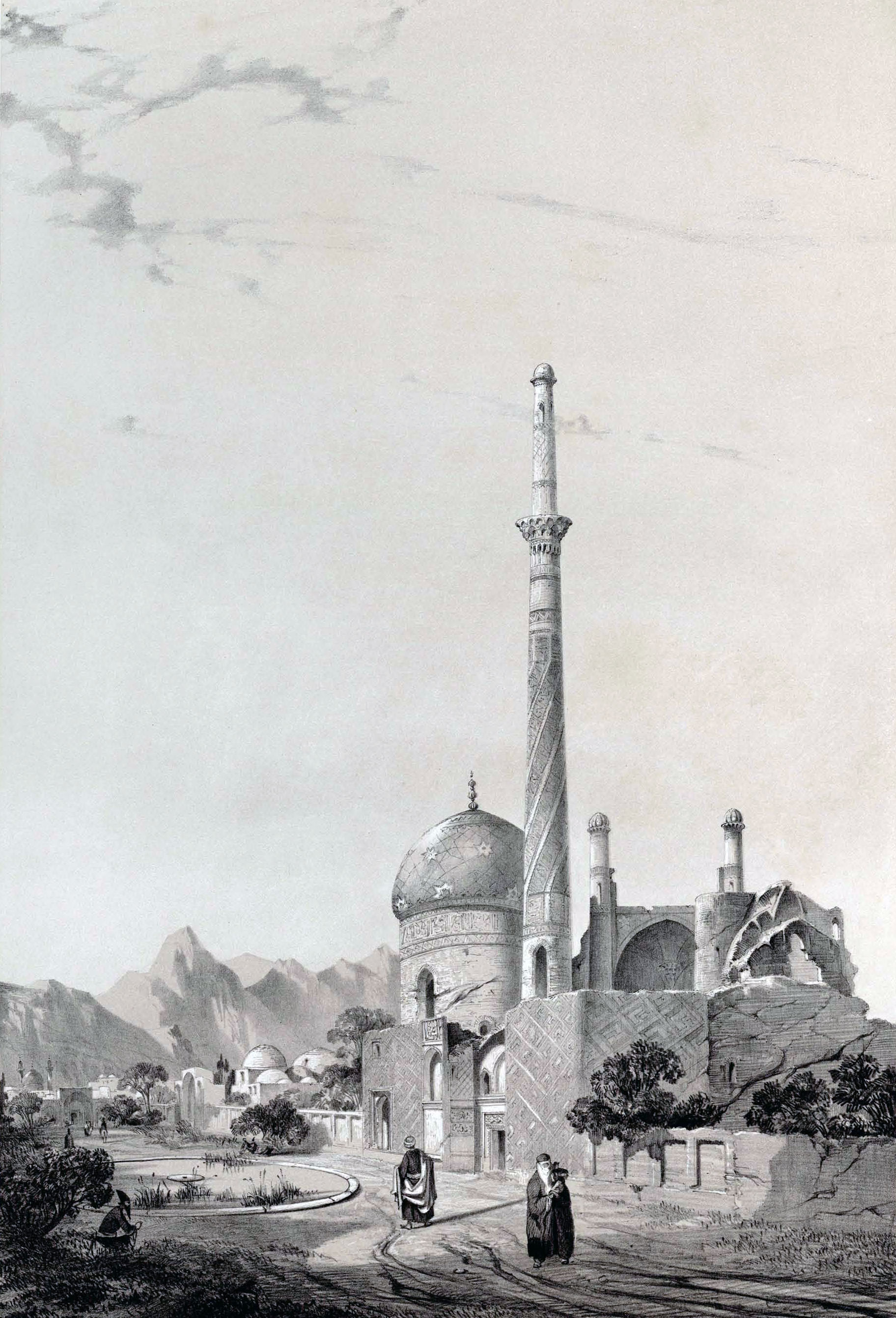
Dessin de la Masdjed-é-Bâbâ Sokhteh par Eugène Flandin (1851).